# Gesetz über „ausländische Agenten“ in Russland
Als ausländischer Agent (russisch иностранный агент inostranny agent, kurz «иноагент» inoagent) können seit 2012 gesellschaftliche Organisationen und seit 2020 Privatpersonen in Russland registriert werden, die „politisch tätig“ sind und vom Staat als „vom Ausland unterstützt oder beeinflusst“ betrachtet werden. Bis zu einer Verschärfung im Jahr 2022 hieß dies eine Finanzierung aus dem Ausland, doch seit der Verschärfung genügt eine „Beeinflussung“ aus dem Ausland. Auf diese Weise sollen kritische gesellschaftliche Organisationen finanziell ruiniert, gesellschaftlich isoliert und – zuerst im Fall von Memorial – verboten werden.
Nicht zu verwechseln ist diese Liste russischer Organisationen und Privatpersonen der regierungsunabhängigen Zivilgesellschaft mit den tatsächlich außerhalb Russlands geführten, internationalen unerwünschten ausländischen Organisationen, die in Russland seit 2015 verboten sind.

## Gesetz
Das föderale Gesetz 121-FZ vom 13. Juli 2012 bietet die Möglichkeit, dass Organisationen als ausländische Agenten eingestuft werden können, welche „politische Aktionen organisieren oder finanzieren, die das Ziel haben, auf die Annahme von Entscheidungen staatlicher Organe oder auf die Veränderung der von diesen durchgeführte staatliche Politik oder auf die Bildung der öffentlichen Meinung einzuwirken“.
Nicht betroffen sind politische Parteien, die gar keine Gelder aus dem Ausland annehmen dürfen, zudem religiöse Organisationen sowie Einrichtungen der öffentlichen Hand. Im Gesetz ist festgeschrieben, dass Organisationen, die in der Wissenschaft, Kultur, Kunst, Medizin, Gesundheitsfürsorge, sozialen Tätigkeit, dem Kinder- und Mutterschutz, Sport, Tierschutz, Pflanzenschutz, Wohltätigkeit oder die Organisation von Freiwilligeneinsätzen tätig sind, nicht betroffen seien. Diese Einschränkung wird von Anfang an beispielsweise bei der Ökologischen Wacht im Nordkaukasus, Ökoverteidigung!, den Aids-Hilfsorganisationen Sozium, Eswero oder Sibalt missachtet und heute sind zahlreiche weitere ökologische (z. B. WWF), soziale (z. B. Frauen Eurasiens), wissenschaftliche (z. B. Lewada-Zentrum), künstlerische (z. B. Zemfira) oder Freiwilligendienstorganisationen (z. B. Sfera) registriert, in einigen Fällen verboten.
Nach einem Prüfungsprozess mit Einsicht in die finanziellen Unterlagen kann die Registrierung wieder gelöscht werden.
Mit Beschluss Nr. 10-P vom 8. April 2014 erklärte das russische Verfassungsgericht das Gesetz von Juli 2012 für verfassungsgemäß.
Ab dem Jahr 2022 umfasste die Registrierung nicht mehr nur die Registrierten, sondern die Gesetze erlaubten die Sippenhaft durch Ermittlungen auch gegen Freunde und Verwandte.
Human Rights Watch stellte fest, dass die Zahl der registrierten Organisationen und Personen sich im Jahr 2021 verachtfacht hatte.
Bis zur Verschärfung 2022 hieß dies eine (angebliche, aber nicht immer nachgewiesene) Finanzierung aus dem Ausland, doch seit der Verschärfung genügt eine (angebliche) „Beeinflussung“ aus dem Ausland.

## Geschichte
Das Gesetz wurde im Juli 2012 von Abgeordneten der Mehrheitspartei Einiges Russland beantragt und am 20. Juli 2012 von Präsident Putin unterzeichnet. Am 21. November 2012 trat es in Kraft.
Es wurden zunächst keine Registrierungen vorgenommen, bis Präsident Putin am 14. Februar 2013 dazu aufrief, gegen Organisationen vorzugehen, die politisch gegen Russland aktiv seien. Daraufhin wurden die Büros von über 300 Menschenrechts- und Umweltschutzorganisationen wie Memorial, Amnesty International Russland und Human Rights Watch Russland durchsucht und diese aufgefordert, sich als ausländische Agenten registrieren zu lassen. Fast alle Organisationen verweigerten dies.
Bereits die erste registrierte NGO, die unabhängige Wahlbeobachtungsorganisation Golos, die mehrfach Wahlfälschungen in Russland bewiesen hatte, wurde am 25. April 2013 als „ausländischer Agent“ allein auf Basis eines Preisgeldes der norwegischen Helsinki-Komitees registriert, obwohl sie belegt hatte, dass sie das Preisgeld nicht angenommen hatte, damit keine ausländische Finanzierung bestand.
Am 4. Juni 2014, also nach dem Ende der sog. Krim-Krise, d. h. nach der völkerrechtlich mehr als umstrittenen Einverleibung der ukrainischen Halbinsel Krim, wurde das Gesetz verschärft, in dem nun die Registrierung auch ohne Zustimmung der Organisation und ohne gerichtliche Entscheidung durch das russische Justizministerium erfolgen kann. Erst im Februar 2015 wurde die Möglichkeit geschaffen, sich aus dem Register wieder entfernen zu lassen.
Bis Ende 2016 wurden 148 Organisationen registriert. Die Organisationen wurden weiter aufgefordert, sich freiwillig registrieren zu lassen. Bei Verweigerung wurden sie zu Geldstrafen von 200.000 bis 900.000 Rubel verurteilt.
Nachdem der Ableger des russischen Staatssender RT in den USA gezwungen worden war, sich aufgrund des Foreign Agents Registration Act als „ausländischer Agent“ zu registrieren, beschloss die Duma im November 2017 eine Ergänzung des Gesetzes, die es ebenfalls erlaubt, in Russland tätige Medien als ausländische Agenten einzustufen. Das Justizministerium veröffentlichte daraufhin am 5. Dezember 2017 eine Liste von neun amerikanischen Medien, die davon betroffen sind. Dies sind Voice of America, Radio Free Europe/Radio Liberty sowie sieben weitere mit diesen affiliierte Medien.
Nachdem einige Organisationen darauf verwiesen hatten, keine Gelder aus dem Ausland erhalten zu haben, antwortete das Justizministerium, dass dafür aber einzelne Spender dieser Organisationen ausländische Gelder erhalten hätten.
Zahlreiche Organisationen haben ihre Auflösung erklärt, einige haben sich unter einem veränderten Namen wieder neu gegründet. Einigen Organisationen gelang es, die Registrierung wieder aufheben zu lassen.
Ab Dezember 2020 trat die Ausweitung auf Privatpersonen in Kraft. Die ersten Einträge am 28. Dezember 2020 betrafen Lew Ponomarjow, drei Journalisten sowie eine Künstlerin. Die Registrierung von Personen des zivilgesellschaftlichen Lebens, statt von Organisationen, nahm ab dem zweiten Tag der Registrierung von Privatpersonen, dem 15. Juli 2021 sprunghaft zu. Stand November 2021 waren 95 Rechtssubjekte (Einzelpersonen und Organisationen) als ausländische Agenten beim Justizministerium registriert.
Gleichzeitig erfolgte eine weitere Verschärfung durch die Erweiterung auf „organisatorische und methodische Unterstützung“ als Registrierungsgrund. Wer einen Text aus dem Ausland verwendet, kann somit willkürlich belangt werden oder es reicht auch nur eine Hotelbuchung über booking.com, denn diese ausländische Firma „vereinfacht“ die Organisation des Alltags. Bücher in Bibliotheken waren zu diesem Zeitpunkt bereits entfernt und zerstört worden, da in diesem Gesetz die Kontaktschuld wirkt, dies auch für Personen im Umfeld. Zudem reicht es weit in die Privatsphäre Registrierter hinein. Dies diene der Demütigung und Entwürdigung der betroffenen Personen, so die Menschenrechtsaktivistin Galina Arapowa, die die kafkaesken Prozesse im Umgang mit den Behörden aufgrund der unklaren Formulierungen beschrieb. Betroffen sind auch Wissenschaftler mit Kontakten ins Ausland. „Die Anerkennung als Ausländischer Agent erfordert keine Fakten.“ brachte es Maxim Katz auf den Punkt. Gleichgesinnte gratulierten Katz zu seiner überfälligen „Auszeichnung“ als Agent.

### Der Fall Memorial
Am 25. November 2021 begann in Moskau der Prozess zum Verbot der ältesten und bekanntesten russischen Menschenrechtsorganisation „Memorial“, die 1988 zur Aufarbeitung stalinistischer Verbrechen gegründet wurde und seit 2016 auf der Liste registriert ist. Die Mitbegründerin Irina Scherbakowa bezeichnete die Anklagepunkte als „absurd, lächerlich und rein politisch motiviert“. Einige Beobachter werten den Prozess als Zeichen, dass die Registrierung als „ausländische Agenten“ nur eine Vorstufe zur kompletten Ausschaltung regierungsunabhängiger, kritischer Segmente der Zivilgesellschaft bildet. Am 28. Dezember 2021 verbot das russische Oberste Gericht die komplette Organisation mit allen ihren Ablegern in ganz Russland. Formaljuristischer Hauptgrund des Verbotsantrages der russischen Staatsanwaltschaft waren acht Fälle, in denen regionale Memorial-Ableger, meist „Memorial Inguschetien“ und „Memorial Dagestan“ auf ihren online-Auftritten auf Facebook, Twitter und VKontakte und einem weiteren online-Auftritt versäumt hatten, ihrer Kennzeichnungspflicht als „ausländische Agentenorganisation“ nachzukommen, wofür allerdings bereits zuvor hohe Geldstrafen verhängt worden waren.

### Überfall auf die Ukraine
Während des russischen Überfalles auf die Ukraine 2022 kam es zu einer Verschärfung des Gesetzes. Des Weiteren unterschrieb der russische Ministerpräsident Michail Wladimirowitsch Mischustin einen Antrag, welcher dem Justizministerium ab dem 1. Dezember erlaubt, personenbezogene Daten der sich auf der Liste befindenden Personen auf der Homepage des Justizministeriums zu veröffentlichen. Zu den Daten zählen u. a. der vollständige Name, Daten der Identifikationsausweise sowie die Wohnadresse.
Am 1. Dezember wurde eine Liste mit „ausländischen Agenten“ veröffentlicht. Die Liste enthält auch persönliche Informationen wie Geburtsdaten, Wohnadresse oder Links zu Profilen in den Sozialen Netzwerken.
Mit der Verschärfung 2022 entfiel auch das vorher schon oft fadenscheinig oder nicht belegte formaljuristische Kriterium der „ausländischen Finanzierung“ und es reicht für die Registrierung bereits aus, „unter ausländischem Einfluss“ zu stehen. Daneben wurde ein weiteres öffentliches Register geschaffen, das „ausländischen Agenten affiliierte“ Organisationen und Personen auflistet.

## Bedeutung
Für die betroffenen Organisationen ist die Registrierung eine erhebliche Einschränkung ihrer Tätigkeit. Wenn sie auf sämtliche ausländische Finanzierung verzichten, um die Registrierung wieder aufheben zu können, sind die meisten Projekte nicht mehr durchführbar. Die innerrussischen Unterstützungen reichen dafür meist nicht aus.
Wenn sie ihre Tätigkeit trotz der Registrierung fortsetzen, sind sie bei russischen Behörden und einem erheblichen Teil der Bevölkerung stigmatisiert und erhalten kaum noch Unterstützung.
Bei werbefinanzierten Medien fallen durch die Deklarierung als sogenannter „ausländischer Agent“ die Werbeeinnahmen weg, da praktisch kein russisches Unternehmen Werbung bei Organisationen „ausländischer Agenten“ schalten lässt, da dies in Russland rufschädigend ist.
In Russland können Journalisten von ausländischen Agenten, wenn sie sich als Reporter bei Demonstrationen aufhalten, ein Strafverfahren in Russland erhalten.
Drucksachen von derart vom Staat geächteten Personen und Organisationen wurden aus Bibliotheken entfernt und vernichtet.
Romane und Sachbücher als ausländische Agenten eingestufter Autoren können mit entsprechenden Hinweisschildern an Volljährige vertrieben werden. Sie dürfen jedoch nicht prominent ausliegen oder beworben werden.
Einige Organisationen konnten den Status wieder ablegen oder lösten sich auf.

## Registrierte Organisationen und Personen (Auswahl)

### 2024
| Organisation/Personen         | Ort | Tätigkeiten                                                       | Registriert seit | Belege        |
| ----------------------------- | --- | ----------------------------------------------------------------- | ---------------- | ------------- |
| Boris Akunin                  |     | Schriftsteller                                                    | 12. Januar 2024  | [ 30 ]        |
| Oleg Orlow                    |     | Menschenrechtsaktivist                                            | Februar 2024     | [ 31 ]        |
| Ljudmila Jewgenjewna Ulizkaja |     | Schriftstellerin                                                  | Frühjahr 2024    | [ 32 ]        |
| Maria Andrejewa/Put Domoi     |     | Aktivistin/Frauenorganisation                                     | Mai 2024         | [ 33 ] [ 34 ] |
| Jekaterina Dunzowa            |     | Oppositionspolitikerin und verhinderte Präsidentschaftskandidatin | Mai 2024         | [ 34 ]        |
| Sota                          |     | Nachrichtenportal                                                 | Mai 2024         | [ 33 ]        |

### 2023
| Organisation/Personen  | Ort | Tätigkeiten                                                      | Registriert seit  | Belege        |
| ---------------------- | --- | ---------------------------------------------------------------- | ----------------- | ------------- |
| Monetotschka           |     | Musikerin                                                        | 20. Januar 2023   | [ 35 ]        |
| Ilja Prussikin         |     | Musiker und Mitglied von Little Big                              | 27. Januar 2023   | [ 36 ]        |
| Fidel Agumava          |     | Journalistin                                                     | 27. Januar 2023   | [ 36 ]        |
| Kafis Rashapov         |     | Menschenrechtsaktivist                                           | 27. Januar 2023   | [ 36 ]        |
| Erdni Ombadikov        |     | Vertreter des Dalai Lama in mehreren Staaten (darunter Russland) | 27. Januar 2023   | [ 36 ]        |
| Dmitri Gudkow          |     | Oppositionspolitiker                                             | 10. Februar 2023  | [ 37 ]        |
| Zemfira                |     | Sängerin                                                         | 10. Februar 2023  | [ 37 ]        |
| Alexandra Garmazhapova |     | burjatische Journalistin und Aktivistin                          | 10. Februar 2023  | [ 38 ]        |
| Abbas Gallyamov        |     | ehemaliger Redenschreiber von Wladimir Putin                     | 10. Februar 2023  | [ 40 ]        |
| Sergei Aslanyan        |     | Journalist                                                       | 10. Februar 2023  | [ 40 ]        |
| Alexandra Kazantseva   |     | Aktivistin                                                       | 10. Februar 2023  | [ 40 ]        |
| Tatyana Namazbayev     |     | Oppositionelle                                                   | 10. Februar 2023  | [ 40 ]        |
| Sergei Shpilkin        |     | Wissenschaftler                                                  | 10. Februar 2023  | [ 40 ]        |
| WWF                    |     | Natur- und Umweltschutzorganisation                              | 11. März 2023     | [ 41 ]        |
| Maxim Pokrovsky        |     | Frontmann der russischen Rock-Gruppe Nogu Svelo!.                | 1. April 2023     | [ 42 ]        |
| Dmitri Muratow         |     | Journalist und Friedensnobelpreisträger                          | 1. September 2023 | [ 43 ]        |
| The Moscow Times       |     | englischsprachige Tageszeitung                                   | 17. November 2023 | [ 44 ]        |
| Michail Kassjanow      |     | Politiker                                                        | 25. November 2022 | [ 45 ] [ 46 ] |
| Anatoli Bely           |     | Schauspieler                                                     | 15. Dezember 2023 | [ 47 ]        |

### 2022
| Organisation/Personen           | Ort | Tätigkeiten                                                                | Registriert seit  | Belege |
| ------------------------------- | --- | -------------------------------------------------------------------------- | ----------------- | ------ |
| Jewgeni Kisseljow               |     | Journalist                                                                 | 5. April 2022     | [ 48 ] |
| Matvey Ganapolsky               |     | Journalist und Unternehmer                                                 | 5. April 2022     | [ 48 ] |
| Wladimir Kara-Mursa             |     | Politiker und Journalist                                                   | 22. April 2022    | [ 49 ] |
| Leonid Michailowitsch Wolkow    |     | Politiker und Aktivist                                                     | 22. April 2022    | [ 49 ] |
| Morgenshtern                    |     | Rapper                                                                     | 6. Mai 2022       | [ 50 ] |
| Michail Chodorkowski            |     | Unternehmer                                                                | 20. Mai 2022      | [ 51 ] |
| Garri Kimowitsch Kasparow       |     | Schachspieler                                                              | 20. Mai 2022      | [ 52 ] |
| Maxim Jewgenjewitsch Katz       |     | Politiker und YouTuber                                                     | Juli 2022         | [ 53 ] |
| Jewgenija Markowna Albaz        |     | Journalistin und Chefredakteurin New Times                                 | 29. Juli 2022     | [ 54 ] |
| Dmitri Lwowitsch Bykow          |     | Dichter                                                                    | 29. Juli 2022     | [ 54 ] |
| Dmitri Petrowitsch Aleschkowski |     | Fotograf, Journalist, Manager und Philanthrop                              | 29. Juli 2022     | [ 54 ] |
| Andrei Makarewitsch             |     | Musiker (Maschina Wremeni)                                                 | 2. September 2022 | [ 55 ] |
| Ivan Zhdanov                    |     | ehemaliger Geschäftsführer von Navalnys Stiftung für Korruptionsbekämpfung | 2. September 2022 | [ 55 ] |
| Dmytro Hordon                   |     | ukrainischer Journalist                                                    | 2. September 2022 | [ 55 ] |
| Katerina Gordeyeva              |     | Journalistin                                                               | 2. September 2022 | [ 55 ] |
| Fjodor Krascheninnikow          |     | Politikwissenschaftler                                                     | 2. September 2022 | [ 55 ] |
| Boris Zimin                     |     | Geschäftsmann, zahlte Nawalnys Flug nach Deutschland nach dem Giftanschlag | 2. September 2022 | [ 55 ] |
| Julija Leonidowna Latynina      |     | Schriftstellerin, Fernsehmoderatorin, Journalistin und Hörfunkmoderatorin  | September 2022    | [ 56 ] |
| Tamara Eidelman                 |     | Historikerin                                                               | 9. September 2022 | [ 57 ] |
| Oxxxymiron                      |     | Rapper                                                                     | 7. Oktober 2022   | [ 58 ] |
| Dmitri Gluchowski               |     | Schriftsteller                                                             | 7. Oktober 2022   | [ 58 ] |
| Anton Dolin                     |     | Filmkritiker                                                               | 14. Oktober 2022  | [ 59 ] |
| Tichon Dsjadko                  |     | Chefredakteur des regierungskritischen Exil-Senders TV Rain                | Oktober 2022      | [ 60 ] |
| Dmitry Nizovtsev                |     | Mitarbeiter der Stiftung für Korruptionsbekämpfung                         | Oktober 2022      | [ 60 ] |
| Kira Yarmysh                    |     | Pressesprecherin von Alexei Nawalny                                        | Oktober 2022      | [ 60 ] |
| Alexander Pljuschtschew         |     | Journalist und Moderator                                                   | 21. Oktober 2022  | [ 61 ] |
| Noize MC                        |     | Musiker                                                                    | 18. November 2022 | [ 62 ] |
| Jewgeni Wadimowitsch Roisman    |     | Schriftsteller und Unternehmer                                             | 25. November 2022 | [ 63 ] |
| Maxim Galkin                    |     | Komiker, Moderator und Sänger                                              | 2022              | [ 64 ] |
| Wjatscheslaw Malzew             |     | Politiker                                                                  | 18. November 2022 | [ 65 ] |

### 2021
Im Jahr 2021 wurden 94 Personen und Organisationen als ausländische Agenten eingestuft. Darunter:
| Organisation/Personen                       | Ort      | Tätigkeiten                                             | Registriert seit  | Belege        |
| ------------------------------------------- | -------- | ------------------------------------------------------- | ----------------- | ------------- |
| Meduza                                      | Lettland | russischsprachige Internetzeitung                       | 30. April 2021    | [ 14 ] [ 67 ] |
| Bellingcat                                  |          | investigatives Recherchenetzwerk                        | 8. Oktober 2021   | [ 14 ]        |
| Doschd                                      |          | russischer Fernsehsender                                | 20. August 2021   | [ 14 ]        |
| Golos                                       |          | russische Wahlbeobachtungsorganisation                  | 6. Oktober 2021   | [ 68 ]        |
| Kawkasski Usel (Betreiberorganisation MEMO) |          | regionales Nachrichtenmagazin für die Länder Kaukasiens | 8. Oktober 2021   | [ 69 ]        |
| Nadeschda Andrejewna Tolokonnikowa          |          | politische Aktivistin und Performancekünstlerin.        | 30. Dezember 2021 | [ 66 ]        |
| Marat Alexandrowitsch Gelman                |          | Galerist                                                | 30. Dezember 2021 | [ 66 ]        |
| Wiktor Anatoljewitsch Schenderowitsch       |          | Satiriker, Journalist und Drehbuchautor                 | 30. Dezember 2021 | [ 66 ]        |

### 2020
| Organisation/Personen | Tätigkeiten                           | Registriert seit | Belege |
| --------------------- | ------------------------------------- | ---------------- | ------ |
| Ilja Ponomarjow       | IT-Unternehmer, Blogger und Politiker | 2020             | [ 12 ] |

### 2019
Der Organisation „Für Menschenrechte“ wurde im April 2019 eine Geldstrafe auferlegt, weil sie einen Zuschuss vom UN-Ausschuss gegen Folter erhalten hatte. Die Organisation war 2014 auf die Liste gelangt, 2015 jedoch wieder aus der Liste entlassen worden. „Für Menschenrechte“ wurde von den Behörden 2020 aufgelöst; Ponomarjow wies darauf hin, dass ein Grund dafür gewesen sei, dass er Geld von der UNO bekommen hätte, also von einer Organisation, bei welcher Russland Mitglied sei.

### 2018
Eine im 2017 nach einer Denunziation durch einen Studenten durch eine Distrikts-Staatsanwaltschaft in der Region Saratow angezeigte Diabetikervereinigung wurde abgemahnt und registriert. Der Zweifel an der Qualität des inländischen Insulins sei eine „politische Aktivität“ und untergrabe die Autorität des Staates.

### 2017
Im Dezember 2017 kam die Vereinigung der Fernfahrer OPR auf die Liste. Sie hatte im Laufe ihrer Demonstrationen im Jahr 2017 eine Spende einer Privatperson aus Deutschland erhalten, die sie rückblickend als Falle interpretiert. Seit 2015 protestieren Fernfahrer aus ländlichen Gebieten gegen die Schwerverkehrsabgabe Platon, die von Firmen in Besitz von Personen aus Putins Freundeskreis abgewickelt wird.

### 2016
Alle gültigen Registrierungen vom 1. Januar bis 4. Oktober 2016
| Organisation                                                   | russisch                                                          | Ort                 | Tätigkeiten                                         | Registriert seit   | Weblinks      |
| -------------------------------------------------------------- | ----------------------------------------------------------------- | ------------------- | --------------------------------------------------- | ------------------ | ------------- |
| Memorial International                                         | Мемориал                                                          | Moskau              | Menschenrechtsorganisation                          | 4. Oktober 2016    | [ 80 ] [ 81 ] |
| Rechtsmission                                                  | Правовая миссия                                                   | Tscheljabinsk       | Rechtsberatung                                      | 21. September 2016 |               |
| Schule für Wehrpflichtige                                      | Школа призывника                                                  | Tscheljabinsk       | Rechtsberatung                                      | 21. September 2016 |               |
| Ökologische Wacht im Nordkaukasus                              | Экологическая вахта по Северному Кавказу                          | Maikop              | Naturschutzorganisation                             | 13. September 2016 |               |
| Lewada-Zentrum                                                 | Аналитический центр Юрия Левады                                   | Moskau              | Meinungsforschungsinstitut                          | 5. September 2016  |               |
| Verlag Gagarinpark                                             | Издвтельство „Парк Гагарина“                                      | Samara              | Internetzeitung                                     | 31. August 2016    | [ 82 ]        |
| American Alumni Club                                           | Клуб выпускников американских программ                            | Samara              | Absolventenorganisation                             | 26. August 2016    | [ 83 ]        |
| Panazeja                                                       | Панацея                                                           | Kusnezk             | Jugendorganisation                                  | 15. August 2016    |               |
| Institut für ökonomische Analyse                               | Институт экономического анализа                                   | Moskau              |                                                     | 22. Juli 2016      |               |
| Freies Wort                                                    | Свободное слово                                                   | Pskow               | Zeitungsverlag                                      | 13. Juli 2016      |               |
| Arktika                                                        | Арктика                                                           | Bijsk (Altairegion) | Sportjugendorganisation                             | 6. Juli 2016       |               |
| Rylkow-Stiftung                                                | Фонд Андрея Рылькова                                              | Moskau              | Betreuung von Drogenabhängigen                      | 29. Juni 2016      | [ 84 ]        |
| Eswero                                                         | Эсверо                                                            | Moskau              | Dachverband von AIDS-Organisationen                 | 22. Juni 2016      |               |
| Migration und Recht                                            | Миграция и право                                                  | Moskau              | Unterstützung für Arbeitsmigranten                  | 16. Juni 2016      | [ 85 ]        |
| Sozium                                                         | Социум                                                            | Engels              | AIDS-Organisation                                   | 30. Mai 2016       |               |
| Hansebüro des Landes Schleswig-Holstein                        | Ганзейское бюро земли Шлезвиг-Гольштейн                           | Kaliningrad         | Informationsbüro                                    | 24. Mai 2016       | [ 86 ]        |
| Schule der Ökologie der Seele „Tengri“                         | Школа экологии Души «Тенгри»                                      | Ongudai             | Bewahrung der traditionellen Kultur der Altaivölker | 17. Mai 2016       |               |
| Verlagshaus Walentin Manuilow                                  | Издательский дом «Валентин Мануйлов»                              | Pensa               | Zeitungsverlag                                      | 15. April 2016     |               |
| Zentrum für die Rechte von Sozialarbeitern                     | Центр социально-трудовых прав                                     | Moskau              |                                                     | 21. März 2016      |               |
| Batani                                                         | Батани                                                            | Moskau              | Stiftung der Assoziation indigener Völker           | 11. März 2016      |               |
| Zentrum für Bürgerbildung und Menschenrechte                   | Центр гражданского образования и прав человека                    | Perm                | Bürgerrechtsorganisation                            | 3. März 2016       |               |
| Sfera                                                          | Сфера                                                             | Sankt Petersburg    | Freiwilligendienst                                  | 1. März 2016       |               |
| Frauen Eurasiens                                               | Женщины Эвразии                                                   | Tscheljabinsk       | Soziale Hilfsorganisation                           | 15. Februar 2016   |               |
| Menschenrechtsgruppe im Ural                                   | Уральская правозащитная группа                                    | Tscheljabinsk       | Bürgerrechtsorganisation                            | 15. Februar 2016   |               |
| Demokratische Stiftung im Ural                                 | Уральский демократический фонд                                    | Tscheljabinsk       | Stiftung der Menschenrechtsgruppe im Ural           | 15. Februar 2016   |               |
| Sibalt                                                         | Сибальт                                                           | Omsk                | AIDS-Organisation                                   | 15. Februar 2016   |               |
| Memorial Rjasan                                                | Мемориал                                                          | Rjasan              | Menschenrechtsorganisation                          | 1. Februar 2016    |               |
| Institut für Prognosen und Regulierungen politischer Konflikte | Институт прогнозирования и урегулирования политических конфликтов | Nischni Nowgorod    | Konfliktforschungsinstitut                          | 22. Januar 2016    |               |
| Komitee zur Verhinderung von Folter                            | Комитет по предотвращению пыток                                   | Nischni Nowgorod    | Organisation für Opfer von Folter                   | 14. Januar 2014    |               |
| Büro für gesellschaftliche Forschungen                         | Бюро общественных расследовании                                   | Nischni Nowgorod    |                                                     | 14. Januar 2016    |               |

### 2014–2015
(Auswahl)
| Organisation                                      | russisch                             | Ort              | Tätigkeiten                                     | Registriert seit  | Weblinks      |
| ------------------------------------------------- | ------------------------------------ | ---------------- | ----------------------------------------------- | ----------------- | ------------- |
| Transparency International Russland               | Трансперенси Интернешнл-Р            | Moskau           | Korruptionsanalyse                              | 7. April 2015     | [ 87 ]        |
| Golos Wolgagebiet                                 | Голос                                | Samara           | Wahlbeobachtung                                 | 6. Februar 2015   |               |
| Sacharow-Stiftung                                 | Фонд Андрея Сахарова                 | Moskau           | Menschenrechtsorganisation                      | 25. Dezember 2014 |               |
| Institut der Regionalpresse                       | Институт региональной прессы         | Sankt Petersburg | Pressezentrum                                   | 28. August 2014   |               |
| Informationsagentur memo.ru                       | Информационное агенство мемо.ру      | Moskau           | Website der Menschenrechtsorganisation Memorial | 28. August 2014   | [ 88 ] [ 89 ] |
| Institut zur Entwicklung der Informationsfreiheit | Институт развитии свободы информации | Sankt Petersburg |                                                 | 28. August 2014   |               |
| Ökoverteidigung! – Frauenrat                      | Экозащита! – Женсовет                | Kaliningrad      | Umweltschutzorganisation                        | 21. Juli 2014     | [ 90 ]        |
| Rechtsassoziation                                 | Правозащитная ассоциация             | Kasan            | Rechtsberatung                                  | 21. Juli 2014     |               |
| Rechtszentrum Memorial                            | Правозащитный центр Мемориал         | Moskau           | Rechtsberatung                                  | 21. Juli 2014     |               |
| Gesellschaftliches Verdikt                        | Общественный вердикт                 | Moskau           | Bürgerrechtsorganisation                        | 21. Juli 2014     |               |

### Ehemalige Registrierungen
Organisationen, die den Status als „ausländischer Agent“ wieder ablegen konnten (Auswahl)
- Soldatenmütter Sankt Petersburg (28. August 2014, erledigt 23. Oktober 2015)

## Vergleich mit dem Foreign Agents Registration Act (FARA) und reale Ziele und Bedeutung
Putin selbst versucht oft in typischer Fixierung auf die USA, das Agentengesetz als russische Kopie des amerikanischen „Registrierungsgesetzes für Auslandsvertreter“ (Foreign Agents Registration Act, Abkürzung: FARA) von 1938 zu legitimieren. Allerdings ist es von Beginn an restriktiver formuliert, bewusst unscharf definiert, wird breiter, zunehmend flächendeckend, oft willkürlich angewandt und hat seinen restriktiven Charakter über schrittweise Erweiterungen 2014, 2016, 2017, 2020 und 2022 weiter verschärft.
Das amerikanische FARA soll Transparenz durch Kennzeichnung der Arbeit von Lobbyisten, selten Organisationen im Auftrag ausländischer Regierungen herstellen und zielt nicht auf Unterbindung ihrer Aktivitäten. Die Nachweispflicht des Auftrages ausländischer Regierungen liegt beim US-Justizministerium. In den Jahren seines Bestehens 1971–2021 gab es nur sieben Prozesse wegen versäumter Kennzeichnung, darunter eine Verurteilung.
Dagegen richtet sich das russische Agentengesetz flächendeckend gegen Nichtregierungsorganisationen (NGO), seit 2020 auch gegen Privatpersonen, von denen kritische Bewegungen der russischen Zivilgesellschaft ausgehen könnten, was die unscharf definierten und oft willkürlich ausgelegten Kriterien „politische Betätigung“ und „ausländische Finanzierung“ (bis zu Auftragshonoraren für Meinungsumfragen, Preisgeldern oder bezahlten Hotelbuchungen auf Kongressen im Ausland, manchmal ganz ohne Beweis) befördern. Mit der Novellierung 2022 wurde das zweite Kriterium durch das noch willkürlicher auslegbare Kriterium „ausländische Beeinflussung“ ersetzt. Die Pflicht zur Selbstmeldung, zu vierteljährlichen, ausführlichen Rechenschaftsberichten, oder zu gerichtlichem Nachweis der „Unschuld“ bei Registrierung durch das Justizministerium, liegt im russischen Gesetz bei den betroffenen NGO selbst, weshalb alle schon in zahlreiche, selbst angestrengte oder wegen Formfehlern und Versäumnissen vom Justizministerium eingeleitete Prozesse mit zahlreichen Verurteilungen zu hohen Strafgeldern verwickelt waren, die ihre finanziellen Reserven zerstören und häufig Bankrotterklärungen nach sich ziehen. Dass das Ziel der Prozess- und Strafwelle die Ausschaltung zivilgesellschaftlicher NGO ist, wird spätestens mit gerichtlichen Verboten von NGO nach mehreren Strafurteilen (wie gegen Memorial) offensichtlich.
Außerdem zielt die Kennzeichnung als „ausländischer Agent“ von vorn herein deutlicher, als bei dem FARA, auf Stigmatisierung, denn der russische Ausdruck agent bezeichnet sehr pejorativ ausschließlich einen geheimdienstlichen Spion, während der amerikanische Ausdruck agent daneben auch Interessenvertreter (oder Staatsvertreter, Polizeibeamte, Vermittler usw.) bezeichnen kann. Die Stigmatisierung und Bedrohung verstärken Detailvorschriften, beispielsweise zur Größe des Warnhinweises (15 % der Länge einer Publikation) oder zur Veröffentlichung persönlicher Daten seit 2022. Hintergrundziel ist die Isolation der ursprünglich gesellschaftlich sehr aktiven NGO und Personen, die schon früh durch Kooperationsverbote für staatliche Schulen, Universitäten, Institutionen und Behörden vorgeschrieben wurde und die durch spätere Möglichkeiten, weiterhin mit ihnen kooperierende Organisationen und Personen ebenfalls als ausländische Agenten zu registrieren oder in eine „Liste der mit ausländischen Agenten affiliierte“ Personen oder Organisationen aufzunehmen, weiter vorangetrieben wird.
Mit seinem willkürlich anwendbaren Charakter und seiner schleichenden Ausweitung auf alle kritischen Segmente der Zivilgesellschaft und schrittweisen Verschärfung mit dem Ziel ihrer Isolation und Ausschaltung, die keine Ähnlichkeit mehr mit dem Transparenzziel des amerikanischen FARA hat, ist das russische Agentengesetz Vorbild vieler Nachahmungsgesetze bisher unterschiedlicher Ausprägung, die seit 2012 in anderen Ländern eingeführt wurden (Polen, Israel, Nicaragua, El Salvador, Guatemala, Belarus, Ägypten), von denen nur einige gestoppt wurden (in Ungarn, Kirgisistan). Anfang April 2024 bringt die georgische Regierungspartei Georgischer Traum, das Agentengesetz erneut in Parlament ein.
Der willkürliche Charakter zeigt sich am Beispiel des Rappers Morgenshtern, der als ausländischer Agent eingestuft wurde, weil er Einnahmen von seinen YouTube-Videos über das in Israel ansässige YouTube Multi-Channel-Network „Yoola Labs Ltd“ erhielt.